# Municipio de Vineland
El municipio de Vineland (en inglés: Vineland Township) es un municipio ubicado en el condado de Polk en el estado estadounidense de Minnesota. En el año 2010 tenía una población de 87 habitantes y una densidad poblacional de 0,73 personas por km².

## Geografía
El municipio de Vineland se encuentra ubicado en las coordenadas 47°37′56″N 96°47′27″O / 47.63222, -96.79083. Según la Oficina del Censo de los Estados Unidos, el municipio tiene una superficie total de 118.7 km², de la cual 118,7 km² corresponden a tierra firme y (0 %) 0 km² es agua.

## Demografía
Según el censo de 2010, había 87 personas residiendo en el municipio de Vineland. La densidad de población era de 0,73 hab./km². De los 87 habitantes, el municipio de Vineland estaba compuesto por el 100 % blancos. Del total de la población el 0 % eran hispanos o latinos de cualquier raza.